# Rairiz de Veiga
Rairiz de Veiga es una villa y municipio español de la provincia de Orense, en la comunidad autónoma de Galicia. Pertenece a la comarca de La Limia. Forma parte de la reserva de la biosfera del Área de Allariz, zona de gran importancia biogeográfica, pues es un territorio fronterizo entre las dos grandes regiones que existen en la península ibérica, como son el mundo Mediterráneo y el Eurosiberiano. La importancia de este ayuntamiento dentro de la comarca de La Limia radica en la conservación del sistema agrario tradicional, al no ser objeto de la concentración parcelaria llevada a cabo en los años 1960. 
El escudo del ayuntamiento refleja la importancia de la naturaleza y sobre todo del roble, con su máxima expresión en la denominada Carballa da Sainza. 

## Historia
En la comarca se encontraron restos de poblamientos palafíticos, tan propios de la naturaleza lacustre de A Veiga (hechos a base de madera y barro), de planta circular y adornos de cestería.
La huella de la cultura castreña se ve en el Castro de Montealbán. 
De singular importancia para este territorio es la huella romana. Por el municipio pasa la denominada Vía XVIII o Vía Nova que enlazaba Bracara Augusta (Braga) con Asturica Augusta (Astorga). Cruza el Limia en Puente Pedriña, entrando en la depresión del Antela, ya en la margen derecha del río, en las tierras del actual término municipal de Rairiz.
A mediados del siglo  XIX queda constituido el ayuntamiento de Rairiz de Veiga.

## Geografía humana

### Demografía
Cuenta con una población de 1179 habitantes (INE 2024).
| Gráfica de evolución demográfica de Rairiz de Veiga entre 1842 y 2021                                                                                       |
| |
| Población de derecho según los censos de población del INE Población de hecho según los censos de población del INEEn este censo se denominaba Rairiz: 1842 |

| Evolución de la población de Rairiz de Veiga - desde 1900 hasta 2022 -                                                               |      |      |      |      |         |         |         |         |          |          |          |          |
| 1900 | 1930 | 1950 | 1981 | 2004 | 2007    | 2010    | 2011    | 2012    | 2013     | 2020     | 2021     | 2022     |
| 4084 | 4151 | 4463 | 4114 | 1788 | {{{6}}} | {{{7}}} | {{{8}}} | {{{9}}} | {{{10}}} | {{{11}}} | {{{12}}} | {{{13}}} |
| Fuentes: INE e IGE (Los criterios de registro censal variaron entre 1900 y 2011, y los datos del INE y del IGE pueden no coincidir.) |      |      |      |      |         |         |         |         |          |          |          |          |

### Organización territorial
El municipio está formado por cincuenta y nueve entidades de población distribuidas en ocho parroquias:
- Candás (San Martín)[3][6]
- Congostro (Santa Mariña)
- Guillamil (San Andrés)[3][7][5]
- Lampaza (Santa María)
- Ordes (Santa María)
- Rairiz[4] (San Juan)[3][8]
- Sabariz (San Pedro)
- Zapeaus (San Adrián)[3][9][5]

## Patrimonio

### Carballa de la Sainza o Carballa da Rocha
Con una extensión de 1 ha, acoge un ejemplar de roble con nombre propio, “La carballa de la Saínza” o “de la Roca”. Fue declarada monumento natural. Su medición oficial es de 6,90 metros de perímetro que deben tomarse a una altura de 1,30 metros del suelo. Más arriba se bifurca en dos grandes ramas que superan los treinta metros de altura.

### Vegas de Ponteliñares
51 ha de gran importancia natural. Reducto del paisaje anterior al desecamiento de la Laguna de Antela. 

### Aldea Etnográfica de Congostro
Constituye un buen ejemplo de recuperación arquitectónica y etnográfica, conservando las características de aldea limiense tradicional: calles estrechas y casas muy agrupadas alrededor de las eras, concentración de hórreos, casas de labranza etc…
Destaca la “Plaza da Aira da Moa”, situada en el centro del pueblo, que está rodeada por “hórreos o canastros” pertenecientes a los vecinos, que aprovechaban esta plaza, bien soleada y ventilada, para secar el grano y luego almacenarlo.

### Iglesia de Santa María de Ordes
Iglesia con restos del Románico del siglo XII, en su interior y en el ábside. En esta iglesia se da lo que en la zona se conoce como el "primer enlace homosexual en España". Éste tuvo lugar 16 de abril de 1061, y los contrayentes fueron Pedro Díaz y Nuño Vandilaz. Los protagonistas eran dos hombres que decidieron poner sus vidas en común. Pedro y Nuño, “amicos bonos cum fide et veritate”/”buenos amigos con fe y sinceridad”, se comprometían a compartir desde la habitación, ropa y comida, hasta las mismas amistades y enemistades “in totos dies et noctes, in omne tempus vel tempora”/”todos los días y noches, para siempre”; todo ello con la bendición del párroco.

### Castro de San Miguel
Área de especial interés patrimonial además de ser un magnífico observatorio de las Vegas de Ponteliñares.